# Франческо Контарини
Франческо Контарини (на италиански: Francesco Contarini) е 95–ти венециански дож от 1623 до 1624 г.

## Биография
Франческо Контарини е от знатния род Контарини, от този негов клон, който забогатява от търговията с Англия. Той е син на Бертучи Контарини и Лора Долфино. И двамата му родители умират, когато е още малък, и той е отгледан от двамата си по-големи братя. Тримата братя са наследници на голямо богатство затова Франческо Контарини получава много добро образование. Той изучава реторика, философия и право в университета в Падуа. Много интелигентен, Контарини е смятан за един от най-добрите дипломати в републиката. Преди да стане дож, той представлява Венеция в Рим и в много други европейски съдилища, където е високо ценен. Получава рицарско звание от френския крал Анри IV.
Избран е за дож на 8 септември 1623 г. на 67-годишна възраст. Той всъщност не желае този пост, но е принуден от обстоятелствата да се съгласи.
Умира след заболяване на 6 декември 1624 г. Не е женен и не оставя потомство.